# Družba misionara slugu siromaha
Družba misionara slugu siromaha (lat. Congregatio Missionariorum Servorum Pauperum, skr. S.d.P.), poznata i pod nazivom Djelo „Zalogaj siromaha” (tal. Opera del Boccone del Povero) je katolička misionarska redovnička družba koju je 18. svibnja 1867. u Palermu utemeljio bl. Giacomo Cusmano, po komu se i njegovi članovi nazivaju kuzmanijanci (Cusmaniani). Sjedište Družbe je u Rimu.
Družba se bavi karitativnom i medicinskom skrbi za siromašne i napuštene.

## Povijest
Družbu je, zajedno s četrdesetero župljana i uz podršku kardinala Giovannija Battiste Nasellija, utemeljio Giacomo Cusmano u Palermu, 12. svibnja 1867., kao dvije misionarske družbe - Sluge i Služavke siromaha.

## Podatci
Osim u Italiji, Družba djeluje u Africi (DR Kongu i Ugandi), Amerikama (Brazilu i Meksiku) i Aziji (Filipini i Indija).
Dne 31. prosinca 2008., Družba je imala 25 kuća i 140 članova, od kojih 74 svećenika.